# 1969 a filmművészetben

## Események
- A Cannes-i Nemzetközi Filmfesztiválon a szovjet hatóságok minden tiltakozása ellenére megtartják az Andrej Rubljov című orosz film ősbemutatóját.
- A Velencei Nemzetközi Filmfesztiválon nem adnak ki díjat. Ernest Laura igazgató így próbálja a fesztivált demokratikussá tenni.

## Sikerfilmek
Észak-Amerika
1. Butch Cassidy és a Sundance kölyök – főszereplő Robert Redford és Paul Newman – rendező George Roy Hill
2. Rómeó és Júlia – rendező Franco Zeffirelli
3. A félszemű seriff – főszereplő John Wayne, Robert Duvall és Dennis Hopper – rendező Henry Hathaway
4. Éjféli cowboy – főszereplő Jon Voight és Dustin Hoffman – rendező John Schlesinger
5. Goodbye, Columbus – rendező Larry Peerce
6. Szelíd motorosok (Easy Rider) – rendező Dennis Hopper

## Magyar filmek
- Az alvilág professzora – rendező Szemes Mihály
- A beszélő köntös – rendező Fejér Tamás
- Bűbájosok – rendező Rózsa János
- Feldobott kő – rendező Sára Sándor
- Fényes szelek – rendező Jancsó Miklós
- Hazai pálya – rendező Palásthy György
- Háromkirályok mi vagyunk – rendező Szomjas György
- Hosszú futásodra mindig számíthatunk – rendező Gazdag Gyula
- Az idő ablakai – rendező Fejár Tamás
- Imposztorok – rendező Máriássy Félix
- Ismeri a szandi mandit? – rendező Gyarmathy Lívia
- Isten hozta, őrnagy úr! – rendező Fábri Zoltán
- Járkálj csak, halálraítélt! – rendező Kardos Ferenc
- Klösz mester világa – rendező Maár Gyula
- Krebsz, az isten – rendező Rényi Tamás
- Különösen szép este – rendező Kardos Ferenc
- A látogatás – rendező Gábor Pál
- A nagy kék jelzés – rendező Nádasy László
- Az oroszlán ugrani készül – rendező Révész György
- Az örökös – rendező Palásthy György
- Pokolrév – rendező Markos Miklós
- Próféta voltál szívem – rendező Zolnay Pál
- Radnóti Miklós – rendező Kardos Ferenc
- Szemüvegesek – rendező Simó Sándor
- Sziget a szárazföldön – rendező Elek Judit
- A tanú – rendező Bacsó Péter
- Téli sirokkó – rendező Jancsó Miklós
- Tízéves Kuba – rendező Gaál István
- Történelmi magánügyek – rendező Keleti Márton
- Tündérszép lány – rendező Szomjas György
- A varázsló – rendező Palásthy György
- Virágvasárnap – rendező Gyöngyössy Imre

## Díjak, fesztiválok
Oscar-díj (április 14.)
- Film: Oliver
- rendező: Carol Reed – Oliver
- Férfi főszereplő: Cliff Robertson – Charly – Virágot Algernonnak
- Női főszereplő: Barbra Streisand – Funny Girl
- Külföldi film: Háború és béke – Szergej Bondarcsuk

1969-es cannes-i filmfesztivál
Velencei Nemzetközi Filmfesztivál
Berlini Nemzetközi Filmfesztivál (június 25-július 6)
- Arany Medve: Korai munkák – Zelimir Zilnik
- Ezüst Medve: Brazília – ifj. Walter Lima
- Rendező: Peter Zadek – Én egy elefánt vagyok

## Születések
- február 11. – Jennifer Aniston, amerikai színésznő
- április 25. – Renée Zellweger, amerikai színésznő
- május 4. – Anger Zsolt, magyar színész
- július 24. – Jennifer Lopez, amerikai színésznő, énekesnő
- augusztus 18. – Edward Norton, amerikai színész
- szeptember 25. – Catherine Zeta-Jones, brit színésznő
- december 19. – Kristy Swanson, amerikai színésznő
- december 21. – Julie Delpy, francia színésznő

## Halálozások
- január 4. – Violet Hilton és Daisy Hilton, színésznők
- február 2. – Boris Karloff, színész
- február 4. – Thelma Ritter, színésznő
- február 11. – James Lanphier, színész
- február 27. – John Boles, színész
- május 24. – Mitzi Green, színésznő
- május 27. – Jeffrey Hunter, színész
- június 8. – Robert Taylor, színész
- június 10. – Frank Lawton, színész
- június 13. – Martita Hunt, színésznő
- június 19. – Natalie Talmadge, némafilm-színésznő
- június 22. – Judy Garland, színésznő
- július 5. – Gertler Viktor, filmrendező.
- július 8. – Gladys Swarthout, színésznő
- augusztus 9. – Sharon Tate, színésznő
- augusztus 14. – Sigrid Gurie, színésznő
- augusztus 15. – William Goetz, producer
- október 12. – Sonja Henie, színésznő
- október 15. – Rod La Roque, némafilm-színész

## Filmbemutatók
- Alice vendéglője – rendező Arthur Penn
- All Monsters Attack – rendező Ishirô Honda
- A Boy Named Charlie Brown
- Anna ezer napja – rendező Charles Jarrott
- Azok a csodálatos férfiak – rendező Ken Annakin
- Bérgyilkossági hivatal – rendező Basil Dearden
- Blue Movie – rendező Andy Warhol
- Bob és Carol és Ted és Alice – rendező Paul Mazursky
- Csillogó vízgyűrűk – rendező Jack Couffer
- De Sade – rendező Cy Endfield
- Disznóól – rendező Pier Paolo Pasolini
- Édes Charity / Charity, te édes / Szívem csücske – rendező Bob Fosse
- Elátkozottak – rendező Luchino Visconti
- Fellini-Satyricon – rendező Federico Fellini
- Fesd át a kocsidat – rendező Joshua Logan
- Fogd a pénzt és fuss! – rendező Woody Allen
- Hello, Dolly! – főszereplő Barbra Streisand, Walter Matthau és Michael Crawford – rendező Gene Kelly
- John és Mary – rendező Peter Yates
- A kaktusz virága - rendező Gene Saks
- A lovakat lelövik, ugye? – rendező Sydney Pollack
- Médea – rendező Pier Paolo Pasolini
- Marooned – rendező John Sturges
- Mackenna aranya – rendező J. Lee Thompson
- A medence – rendező Jacques Deray
- Miss Brody virágzása – rendező Ronald Neame
- Ó, az a csodálatos háború! / Váltson jegyet a háborúba! – főszereplő Laurence Olivier
- Őfelsége titkosszolgálatában – rendező Peter R. Hunt
- A remageni híd – rendező John Guillermin
- Sasok London felett – rendező Enzo G. Castellari
- Szerelmes asszonyok – főszereplő Oliver Reed, Alan Bates, Glenda Jackson, Jennie Linden – rendező Ken Russell
- Támogasd a seriffed! / Hurrá, van seriffünk! – rendező Burt Kennedy
- Vízgyűrűk – rendező Jack Couffer
- Vad banda – rendező Sam Peckinpah
- Topáz – rendező Alfred Hitchcock
- Z, avagy egy politikai gyilkosság anatómiája – rendező Costa-Gavras